# (473151) 2015 KR14
(473151) 2015 KR14 es un asteroide perteneciente al cinturón exterior de asteroides, descubierto el 23 de septiembre de 2011 por el equipo del Spacewatch desde el Observatorio Nacional de Kitt Peak, Arizona, Estados Unidos.

## Designación y nombre
Designado provisionalmente como 2015 KR14.

## Características orbitales
2015 KR14 está situado a una distancia media del Sol de 3,240 ua, pudiendo alejarse hasta 3,488 ua y acercarse hasta 2,992 ua. Su excentricidad es 0,076 y la inclinación orbital 21,11 grados. Emplea 2130 días en completar una órbita alrededor del Sol.

## Características físicas
La magnitud absoluta de 2015 KR14 es 15,9.